# Milton (condado de Rock, Wisconsin)
Milton es un pueblo ubicado en el condado de Rock en el estado estadounidense de Wisconsin. En el Censo de 2010 tenía una población de 2.923 habitantes y una densidad poblacional de 34,56 personas por km².

## Geografía
Milton se encuentra ubicado en las coordenadas 42°48′48″N 88°57′4″O / 42.81333, -88.95111. Según la Oficina del Censo de los Estados Unidos, Milton tiene una superficie total de 84.59 km², de la cual 79.51 km² corresponden a tierra firme y (6%) 5.07 km² es agua.

## Demografía
Según el censo de 2010, había 2.923 personas residiendo en Milton. La densidad de población era de 34,56 hab./km². De los 2.923 habitantes, Milton estaba compuesto por el 97.43% blancos, el 0.27% eran afroamericanos, el 0.34% eran amerindios, el 0.65% eran asiáticos, el 0% eran isleños del Pacífico, el 0.14% eran de otras razas y el 1.16% pertenecían a dos o más razas. Del total de la población el 1.81% eran hispanos o latinos de cualquier raza.